# Can Roqueta Dosquers
Can Roqueta Dosquers és una masia de Maià de Montcal (Garrotxa) protegida com a Bé Cultural d'Interès Local.

## Descripció
Es tracta d'una casa unifamiliar situada al Nucli d'Usall en una zona amb arbrat immediat.
Masia construïda a partir d'un aparell de pedra calcària desbastat ben conservat a les façanes. La seva planta és rectangular i consta de dos pisos amb diverses finestres de mida reduïda. Destaca la porta principal amb un arc de mig punt adovellat amb dovelles de mesura més gran i en bon estat de conservació.
La coberta, constituïda a partir de teules, és a un aiguavés i s'ajusta als desnivells de la masia.